# Sarah Lorenzana
Sara Escarpizo Couto (1 de abril de 1878 en Cangas, Pontevedra, Galicia-c.1960 en Madrid), fue una maestra, periodista y escritora española que publicó entre 1878 y 1955, principalmente poesía y literatura infantil y juvenil, además de algunas novelas rosas. Utilizó los seudónimos de Margarita del Campo y Sarah Lorenzana, en el que utilizó el segundo apellido de su padre el periodista leonés Augusto Escarpizo Lorenzana.

## Biografía
Sara Escarpizo Couto nació el 1 de abril de 1878 en Cangas, Pontevedra, Galicia, España. Hija de Augusto Escarpizo Lorenzana, periodista leonés, y Elisa Couto Salcedo, pontevedresa, tuvo una hermana, Estrella.
Comenzó a publicar con 11 años. Con 13 años obtiene el título de maestra, y con 16 dirige un colegio de señoritas en Pontevedra, donde dirigió El ángel del hogar, premiada con medalla de plata y diploma en la Exposición Regional de Lugo de 1896.
Fallece hacia 1960 en Madrid, donde residía.

### Como Margarita del Campo
- Lirios (1897)
- Colección de narraciones y poesías (1907)

### Como Sarah Lorenzana
| - Acuarelas: Cuentos y poesías (1905) - La quinta de los lagos: Cuentos y máximas morales par la lectura de los niños (1907) - El amor de la lumbre: Lecturas instructivas (1908) - Villa Rosalba: Lecturas amenas, instructivas y morales (1909) - Lis: Lecturas amenas, instructivas y morales para los niños (1910) - Cuentos de color de hortensia (1911) - Cuentos de color de oro (1911) - Bosquejos: Cuentos (1913) - Cuentos azules (1914) - Cuentos color de amatista (1914) - Vida gris (1924) - Cuentos de color de nieve (1926) - Memorias de una muñeca (1929) - Los ensueños del príncipe Jazmín (1935) - Cisneros: Gran Cardenal de España (1954) | 1. El primer vuelo (1908) 2. En el palacio de las golondrinas (1908) 3. El tío Sidoro (1909) 4. Camino de un vergel (1910) 5. El país de las camelias (1910) 6. A bordo de la "Montserrat" (1912) 7. De Marsella a los Alpes (1913) 8. Rondinella (1914) 9. El doctor Wonderful (1914) 10. De protegido a protector (1915) 11. Alma fuerte (1918) 12. A las orillas del Mosa (1920) |

#### Novelas rosas
- Mis tres primitas	(1931)
- Francisquita de Asís	(1935)
- La secretaria del Dr. Misterio	(1939)
- Macías el enamorado	(1955)